# Slowakische Eishockeynationalmannschaft der Frauen
Die slowakische Eishockeynationalmannschaft der Frauen ist die nationale Eishockeyauswahlmannschaft der Slowakei. Sie liegt in der aktuellen IIHF-Weltrangliste von 2022 auf dem 15. Platz und spielt in der Division I, Gruppe A, der Weltmeisterschaft.

## Geschichte
Die slowakische Eishockeynationalmannschaft der Frauen nimmt seit der Europameisterschaft 1995 an internationalen Wettbewerben teil. Ihr bislang größter Erfolg bei einer Weltmeisterschaft war der erste Platz in der Division I bei der Weltmeisterschaft 2009 und der damit verbundene erstmalige Aufstieg in die Top Division. Bei ihrer einzigen Olympiateilnahme schlossen die Slowakinnen 2010 in Vancouver auf dem achten und somit letzten Platz ab. Zuvor hatten die Slowakinnen 2008 im Qualifikationsturnier für die Olympischen Winterspiele den Gegner aus Bulgarien mit 82:0 geschlagen. Dies ist der höchste Sieg, der je in einem offiziellen IIHF-Wettbewerb der Frauen erzielt wurde. In Vancouver mussten sie bei den Winterspielen mit 0:18 gegen Kanada selbst die höchste Niederlage ihrer Länderspielgeschichte hinnehmen. Seit dem Abstieg 2012 spielt das Team bei Weltmeisterschaften wieder in der zweitklassigen Division I.

## Platzierungen

### Europameisterschaften
- 1995 - 10. Platz (4. B-WM)
- 1996 - 10. Platz (4. B-WM)

### Weltmeisterschaften
- 1999 – 15. Platz (7. Platz der B-WM)
- 2000 – 18. Platz (2. Platz Qualifikation zur B-WM)
- 2001 – 17. Platz (1. Platz Qualifikation zur B-WM Gruppe B)
- 2003 – 17. Platz (3. Platz in der Division II)
- 2004 – 18. Platz (3. Platz in der Division II)
- 2005 – 17. Platz (3. Platz in der Division II)
- 2007 – 16. Platz (1. Platz in der Division II)
- 2008 – 11. Platz (2. Platz in der Division I)
- 2009 – 10. Platz (1. Platz in der Division I)
- 2011 – 7. Platz
- 2012 – 8. Platz
- 2013 – 11. Platz (3. Platz in der Division IA)
- 2014 – 14. Platz (6. Platz in der Division IA)
- 2015 – 15. Platz (1. Platz in der Division IB)
- 2016 – 14. Platz (6. Platz in der Division IA)
- 2017 – 15. Platz (1. Platz in der Division IB)
- 2018 – 15. Platz (6. Platz in der Division IA)
- 2019 – 15. Platz (5. Platz in der Division IA)
- 2022 – 13. Platz (3. Platz in der Division IA)
- 2023 – 16. Platz (6. Platz in der Division IA)
- 2024 – 17. Platz (1. Platz in der Division IB)
- 2025 – 13. Platz (3. Platz in der Division IA)

### Olympische Winterspiele
- 1998 – kein Teilnahmerecht
- 2002 – kein Teilnahmerecht an der Qualifikation
- 2006 – keine Teilnahme an der Qualifikation
- 2010 – 8. Platz
- 2014 – Zweite Qualifikationsrunde (4. Platz)
- 2018 – Zweite Qualifikationsrunde (3. Platz)
- 2022 – Qualifikationsendrunde (3. Platz)